# Blick
Blick est un quotidien suisse de langue allemande et française fondé à Zurich en 1959. Il est publié par les éditions Ringier. Initialement seulement en langue allemande, Blick est disponible en français dans une version exclusivement web et possède une rédaction en Suisse romande depuis juin 2021.

## Description
Blick est fondé le 14 octobre 1959 par l'éditeur zurichois Ringier, sur le modèle de quotidien Bild créé en 1952. Il est alors constitué de six pages. Journal à sensation, Blick a soulevé de fréquentes critiques en raison de l'importance qu'il accordait aux accidents, aux crimes, au sexe et au sport. Le 1er juin 1963, le journal avait commis l’imprudence de titrer « Un grand pape est mort », alors que Jean XXIII gardait encore pleine conscience (il est mort deux jours plus tard).
Depuis 1969, paraît chaque dimanche le Sonntags-Blick.
En 1997, le journal publie un numéro avec à la une, « Un pays comme s'il était en guerre » pour traiter du massacre de Louxor. L'image montre une énorme coulée de sang descendant du temple, alors qu'il ne s'agissait en réalité que d'une rigole d'eau, l'image ayant été retouchée pour plus de sensationnalisme. Le journal dut s'en excuser publiquement[réf. nécessaire].
Depuis 2004, Blick paraît sous un format tabloïd.
En juin 2021, Blick lance une version en français de son site internet,. À cette occasion, une nouvelle rédaction prend place à Lausanne, co-fondée par Michel Jeanneret et Thomas Deléchat. Tout comme la version alémanique, le site francophone couvre principalement l’actualité suisse, internationale et sportive. »
En mai 2022, le journaliste Richard Werly, lauréat du Prix Jean Dumur 2020, rejoint la rédaction francophone pour couvrir l’actualité française et européenne.